# Premis Oscar de 2003
Els Premis Oscar de 2003 (en anglès: 76th Academy Awards) foren presentats el dia 29 de febrer de 2004 en una cerimònia realitzada al Kodak Theatre de la ciutat de Los Angeles.
L'esdeveniment fou presentat, per vuitena vegada, per l'actor i comediant Billy Crystal.

## Curiositats
La pel·lícula més nominada, i gran guanyadora, de la nit fou El Senyor dels Anells: El retorn del rei de Peter Jackson que aconseguí els onze premis de les onze nominacions que tenia, entre elles millor pel·lícula, direcció, guió adaptat o música original. Amb aquesta victòria a onze estatuetes es convertí en la pel·lícula més guardonada de la història dels premis empatada amb Ben Hur en l'edició de 1969 de William Wyler i Titanic de James Cameron en l'edició de 1997. Així mateix es convertí en el desè film en aconseguir el premi a millor pel·lícula sense tenir cap nominació pels seus actors.
Sofia Coppola es convertí, per la seva nominació a millor direcció per Lost in Translation en la tercera dona nominada en aquesta categoria i la primera nord-americana, després de Lina Wertmüller i Jane Campion.
Keisha Castle-Hughes es convertí, amb 13 anys, en l'actriu més jove mai nominada a actriu principal per Whale Rider. Per la seva banda, la victòria de Sean Penn i Tim Robbins com a actor principal i secundari respectivament per Mystic River de Clint Eastwood convertí aquesta pel·lícula en la quarta que aconseguia el doblet en les categories masculines d'interpretació.
El documental Balseros de Carles Bosch i Josep Maria Doménech es convertí en la primera producció catalana de la història en ser nominada a un premi Oscar.

## Premis
A continuació es mostren les pel·lícules que varen guanyar i que estigueren nominades a l'Oscar l'any 2003:
| Millor pel·lícula | Millor direcció |
| --- | --- |
| - El Senyor dels Anells: El retorn del rei (Peter Jackson, Fran Walsh i Barrie M. Osborne per WingNut Films i The Saul Zaentz Company) - Lost in Translation (Sofia Coppola i Ross Katz per American Zoetrope i Tohokushinsha Film) - Master and Commander: The Far Side of the World (Samuel Goldwyn, Jr., Peter Weir i Duncan Henderson per Samuel Goldwyn Films i Miramax) - Mystic River (Clint Eastwood, Judie C. Hoyt, Robert Lorenz per Malpaso Productions i Village Roadshow Pictures) - Seabiscuit (Kathleen Kennedy, Frank Marshall i Gary Ross per Spyglass Entertainment i The Kennedy/Marshall Company) | - Peter Jackson per El Senyor dels Anells: El retorn del rei - Fernando Meirelles per Cidade de Deus - Sofia Coppola per Lost in Translation - Peter Weir per Master and Commander: The Far Side of the World - Clint Eastwood per Mystic River |
| Millor actor | Millor actriu |
| - Sean Penn per Mystic River com a Jimmy Markum - Johnny Depp per Pirates of the Caribbean: The Curse of the Black Pearl com a Capità Jack Sparrow - Ben Kingsley per House of Sand and Fog com a Massoud Amir Behrani - Jude Law per Cold Mountain com a W. P. Inman - Bill Murray per Lost in Translation com a Bob Harris | - Charlize Theron per Monster com a Aileen Wuornos - Keisha Castle-Hughes per Whale Rider com a Paikea Apirana - Diane Keaton per Quan menys t'ho esperes com a Erika Berry - Samantha Morton per In America com a Sarah Sullivan - Naomi Watts per 21 grams com a Cristina "Cris" Williams-Peck |
| Millor actor secundari | Millor actriu secundària |
| - Tim Robbins per Mystic River com a Dave Boyle - Alec Baldwin per The Cooler com a Shelley Kaplow - Benicio del Toro per 21 grams com a Jack Jordan - Djimon Hounsou per In America com a Mateo Kuamey - Ken Watanabe per L'últim samurai com a Lord Moritsugu Katsumoto | - Renée Zellweger per Cold Mountain com a Ruby Thewes - Shohreh Aghdashloo per House of Sand and Fog com a Nadereh Behrani - Patricia Clarkson per Pieces of April com a Joy Burns - Marcia Gay Harden per Mystic River com a Celeste Boyle - Holly Hunter per Thirteen com a Melanie Freeland |
| Millor guió original | Millor guió adaptat |
| - Sofia Coppola per Lost in Translation - Andrew Stanton, Bob Peterson i David Reynolds per Buscant en Nemo - Steven Knight per Dirty Pretty Things - Jim Sheridan, Naomi Sheridan i Kirsten Sheridan per In America - Denys Arcand per Les Invasions barbares | - Peter Jackson, Fran Walsh i Philippa Boyens per El Senyor dels Anells: El retorn del rei (sobre hist. de J. R. R. Tolkien) - Shari Springer Berman i Robert Pulcini per American Splendor (sobre hist. de Harvey Pekar i hist. de Joyce Brabner) - Bráulio Mantovani per Cidade de Deus (sobre hist. de Paulo Lins) - Brian Helgeland per Mystic River (sobre hist. de Dennis Lehane) - Gary Ross per Seabiscuit (sobre hist. de Laura Hillenbrand)                                                                         |
| Millor pel·lícula de parla no anglesa | Millor pel·lícula d'animació |
| - Les Invasions barbares de Denys Arcand (Canadà) - Evil (El Mal) (Ondskan) de Mikael Håfström (Suècia) - Tasogare Seibei de Yôji Yamada (Japó) - De Tweeling de Ben Sombogaart (Països Baixos) - Želary d'Ondřej Trojan (Txèquia) | - Buscant en Nemo d'Andrew Stanton - Germà ós d'Aaron Blaise i Robert Walker - Les Triplettes de Belleville de Sylvain Chomet |
| Millor banda sonora | Millor cançó original |
| - Howard Shore per El Senyor dels Anells: El retorn del rei - Danny Elfman per Big Fish - Thomas Newman per Buscant en Nemo - Gabriel Yared per Cold Mountain - James Horner per House of Sand and Fog | - Fran Walsh, Howard Shore i Annie Lennox (música i lletra) per El Senyor dels Anells: El retorn del rei ("Into the West") - Michael McKean i Annette O'Toole (música i lletra) per A Mighty Wind ("A Kiss at the End of the Rainbow") - Sting (música i lletra) per Cold Mountain per ("You Will Be My Ain True Love") - T Bone Burnett i Elvis Costello (música i lletra) per Cold Mountain ("Scarlet Tide") - Benoît Charest (música); Sylvain Chomet (lletra) per Les Triplettes de Belleville ("Belleville Rendez-vous") |
| Millor fotografia | Millor maquillatge |
| - Russell Boyd per Master and Commander: The Far Side of the World - Cesar Charlone per Cidade de Deus - John Seale per Cold Mountain - Eduardo Serra per Girl with a Pearl Earring - John Schwartzman per Seabiscuit | - Richard Taylor i Peter King per El Senyor dels Anells: El retorn del rei - Ve Neill i Martin Samuel per Pirates of the Caribbean: The Curse of the Black Pearl - Edouard Henriques III i Yolanda Toussieng per Master and Commander: The Far Side of the World |
| Millor direcció artística | Millor vestuari |
| - Grant Major; Dan Hennah i Alan Lee per El Senyor dels Anells: El retorn del rei - Ben Van Os; Cecile Heideman per Girl with a Pearl Earring - Lilly Kilvert; Gretchen Rau per The Last Samurai - William Sandell; Robert Gould per Master and Commander: The Far Side of the World - Jeannine Oppewall; Leslie Pope per Seabiscuit | - Ngila Dickson i Richard Taylor per El Senyor dels Anells: El retorn del rei - Dien van Straalen per Girl with a Pearl Earring - Ngila Dickson per The Last Samurai - Wendy Stites per Master and Commander: The Far Side of the World - Judianna Makovsky per Seabiscuit |
| Millor muntatge | Millor so |
| - Jamie Selkirk per El Senyor dels Anells: El retorn del rei - Daniel Rezende per Cidade de Deus - Walter Murch per Cold Mountain - Lee Smith per Master and Commander: The Far Side of the World - William Goldenberg per Seabiscuit | - Christopher Boyes, Michael Semanick, Michael Hedges i Hammond Peek per El Senyor dels Anells: El retorn del rei - Andy Nelson, Anna Behlmer i Jeff Wexler per The Last Samurai - Paul Massey, Doug Hemphill i Art Rochester per Master and Commander: The Far Side of the World - Christopher Boyes, David Parker, David E. Campbell i Lee Orloff per Pirates of the Caribbean: The Curse of the Black Pearl - Andy Nelson, Anna Behlmer i Tod A. Maitland per Seabiscuit                                                   |
| Millors efectes visuals | Millors efectes sonors |
| - Jim Rygiel, Randall William Cook, Alex Funke i Joe Letteri per El Senyor dels Anells: El retorn del rei - Dan Sudick, Stefen Fangmeier, Nathan McGuinness i Robert Stromberg per Master and Commander: The Far Side of the World - John Knoll, Hal Hickel, Charles Gibson i Terry Frazee per Pirates of the Caribbean: The Curse of the Black Pearl | - Richard King per Master and Commander: The Far Side of the World - Gary Rydstrom i Michael Silvers per Buscant en Nemo - Christopher Boyes i George Watters II per Pirates of the Caribbean: The Curse of the Black Pearl |
| Millor documental | Millor curtmetratge documental |
| - The Fog of War: Eleven Lessons from the Life of Robert S. McNamara d'Errol Morris i Michael Williams - Balseros de Carles Bosch i Josep Maria Doménech - Capturing the Friedmans d'Andrew Jarecki i Marc Smerling - My Architect de Nathaniel Kahn i Susan Rose Behr - The Weather Underground de Sam Greeni Bill Siegel | - Chernobyl Heart de Maryann DeLeo - Asylum de Sandy McLeod i Gini Reticker - Ferry Tales de Katja Esson |
| Millor curtmetratge | Millor curtmetratge d'animació |
| - Two Soldiers d'Aaron Schneider i Andrew J. Sacks - Die Rote Jacke de Florian Baxmeyer - Most de Bobby Garabedian i William Zabka - Squash de Lionel Bailliu - (A) Torzija de Stefan Arsenijevic | - Harvie Krumpet d'Adam Elliot - Boundin de Bud Luckey - Destino de Dominique Monfery i Roy Edward Disney - Gone Nutty de Carlos Saldanha i John C. Donkin - Nibbles de Christopher Hinton |

## Premi Honorífic

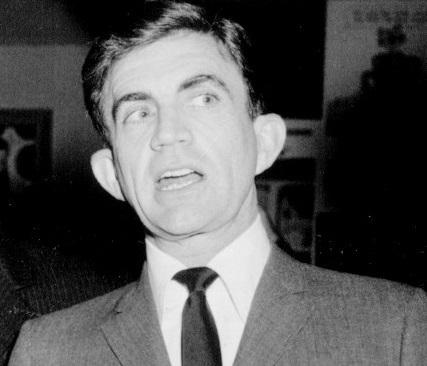
Blake Edwards el 1966.

- Blake Edwards - en reconeixement dels seus guions, direcció i producció d'un extraordinari conjunt d'obres per la pantalla. [estatueta]

## Premi Gordon E. Sawyer
- Peter Parks

## Presentadors
| Nom                                | |
| ---------------------------------- | --- |
| Andy Geller                        | Anunciador dels premis |
| Sean Connery                       | Presentació del muntatge inicial                                                                                             |
| Catherine Zeta-Jones               | Millor actor secundari |
| Ian McKellen                       | Presentació del segment El Senyor dels Anells: El retorn del rei, nominada a millor pel·lícula                               |
| Angelina Jolie                     | Millor direcció artística |
| Robin Williams                     | Millor pel·lícula d'animació                                                                                                 |
| Renée Zellweger                    | Millor vestuari |
| Nicolas Cage                       | Presentació del segment Master and Commander: The Far Side of the World, nominada a millor pel·lícula                        |
| Chris Cooper                       | Millor actriu secundària |
| Tom Hanks                          | Presentació del tribut a Bob Hope                                                                                            |
| Ben Stiller Owen Wilson            | Millor curtmetratge i millor curtmetratge d'animació                                                                         |
| Liv Tyler                          | Introducció a la interpretació de les cançons nominades "You Will Be My Ain True Love", "The Scarlet Tide" i "Into the West" |
| Jada Pinkett Smith Will Smith      | Millors efectes visuals |
| Jennifer Garner                    | Premis Científics i Tècnics i Premi Gordon E. Sawyer                                                                         |
| Jim Carrey                         | Premi Honorífic a Blake Edwards                                                                                              |
| Bill Murray                        | Presentació del segment Lost in Translation, nominada a millor pel·lícula                                                    |
| Scarlett Johansson                 | Millor maquillatge |
| Sandra Bullock John Travolta       | Millor so i millors efectes de so                                                                                            |
| Julia Roberts                      | Presentació del tribut a Katharine Hepburn                                                                                   |
| Oprah Winfrey                      | Presentació del segment Mystic River, nominada a millor pel·lícula                                                           |
| John Cusack Diane Lane             | Millor curtmetratge documental                                                                                               |
| Alec Baldwin Naomi Watts           | Millor curtmetratge |
| Frank Pierson (president AMPAS)    | Presentació del tribut In Memoriam                                                                                           |
| Phil Collins Sting                 | Millor banda sonora |
| Pierce Brosnan Julianne Moore      | Millor muntatge |
| Jamie Lee Curtis                   | Introducció a la interpretació de les cançons nominades "A Kiss at the End of the Rainbow" i "Belleville Rendez-vous"        |
| Jack Black Will Ferrell            | Millor cançó |
| Charlize Theron                    | Millor pel·lícula de parla no anglesa                                                                                        |
| Jude Law Uma Thurman               | Millor fotografia |
| Francis Ford Coppola Sofia Coppola | Millor guió adaptat |
| Tobey Maguire                      | Presentació del segment Seabiscuit, nominada a millor pel·lícula                                                             |
| Tim Robbins Susan Sarandon         | Millor guió original |
| Tom Cruise                         | Millor direcció |
| Adrien Brody                       | Millor actriu |
| Nicole Kidman                      | Millor actor |
| Steven Spielberg                   | Millor pel·lícula |

### Actuacions
| Nom                               | Paper                        | Peça |
| --------------------------------- | ---------------------------- | --- |
| Marc Shaiman Harold Wheeler       | Arranjador musical Conductor | Orquestra |
| Billy Crystal                     | Presentador                  | Número inicial: Mystic River (amb la tonada "Ol' Man River" de Show Boat) Lost in Translation (amb la tonada "Maria" de West Side Story) El Senyor dels Anells: El retorn del rei (amb la tonada "My Favorite Things" de Somriures i llàgrimes) Seabiscuit (amb la tonada "Goldfinger" de Goldfinger) Master and Commander: The Far Side of the World (amb la tonada "Come Fly with Me" |
| Alison Krauss Sting               | Intèrprets                   | "You Will Be My Ain True Love" de Cold Mountain |
| Elvis Costello Allison Krauss     | Intèrprets                   | "The Scarlet Tide" de Cold Mountain |
| Annie Lennox                      | Intèrpret                    | "Into the West" de El Senyor dels Anells: El retorn del rei |
| Eugene Levy Catherine O'Hara      | Intèrprets                   | "Kiss at the End of the Rainbow" de A Mighty Wind |
| Béatrice Bonifassi Benoît Charest | Intèrprets                   | "Belleville Rendez-vous" de Les Triplettes de Belleville |
| Jack Black Will Ferrell           | Intèrprets                   | "Get Off the Stage" paròdia realitzada durant la presentació de les cançons nominades |

## Múltiples nominacions i premis
| Premis | Pel·lícula                                             |
| ------ | ------------------------------------------------------ |
| 11     | El Senyor dels Anells: El retorn del rei               |
| 10     | Master and Commander: The Far Side of the World        |
| 7      | Cold Mountain                                          |
| 7      | Seabiscuit                                             |
| 6      | Mystic River                                           |
| 5      | Pirates of the Caribbean: The Curse of the Black Pearl |
| 4      | Buscant en Nemo                                        |
| 4      | Cidade de Deus                                         |
| 4      | The Last Samurai                                       |
| 4      | Lost in Translation                                    |
| 3      | Girl with a Pearl Earring                              |
| 3      | House of Sand and Fog                                  |
| 3      | In America                                             |
| 2      | Les Invasions barbares                                 |
| 2      | Les Triplettes de Belleville                           |
| 2      | 21 grams                                               |

| Premis | Pel·lícula                                      |
| ------ | ----------------------------------------------- |
| 11     | El Senyor dels Anells: El retorn del rei        |
| 2      | Master and Commander: The Far Side of the World |
| 2      | Mystic River                                    |